# Castiglione a Casauria
Castiglione a Casauria ist eine 719 Einwohner  (Stand 31. Dezember 2024) zählende und 16,57 km² umfassende italienische Gemeinde (comune) in der Provinz Pescara, Region Abruzzen.
Die Nachbargemeinden sind: Pescosansonesco, Tocco da Casauria, Pietranico, Torre de’ Passeri, Bolognano und Bussi sul Tirino.

## Geschichte
Die Ursprünge des Dorfes stammen aus dem 11. Jahrhundert, als in der Gegend eine Abtei erbaut wurde.

## Sehenswürdigkeiten
Auf dem Gebiet der Gemeinde steht die Abtei San Clemente a Casauria, eine der berühmtesten Denkmäler der Abruzzen.

## Wirtschaft
Die Wirtschaft von Castiglione a Casauria basiert vor allem auf der Landwirtschaft und dem Tourismus, der in den letzten Jahren Auftrieb erhalten hat.

## Weinbau
In der Gemeinde werden Reben der Sorte Montepulciano für den DOC-Wein Montepulciano d’Abruzzo angebaut.